# Durotriges

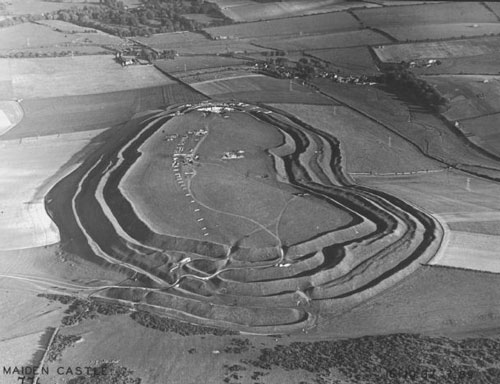
Vista aérea do Castelo de Maiden, uma obra dos durotriges

Durotriges era uma das tribos celtas que viviam na Britânia antes da invasão romana. A tribo vivia na região da moderna Dorset, o sul de Wiltshire, sul de Somerset e Devon a leste do rio Axe. Depois da conquista romana, suas principais povoações (cividades), eram Durnovaria (moderna Dorchester), "provavelmente a capital original" e Lindinis (moderna Ilchester), "cujo antigo status, desconhecido, foi melhorado pela conquista". O território dos durotriges fazia fronteira a oeste com o dos dumnônios e a leste, com o dos belgas.[carece de fontes?]

## Ficheiro

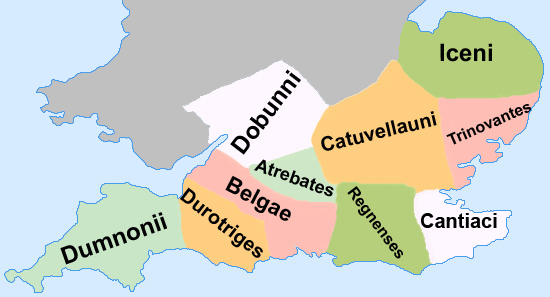
Territórios das tribos celtas da Britânia pré-romana

É mais preciso definir os durotriges como uma confederação de tribos do que como uma tribo. Eles eram um dos grupos que já cunhavam suas próprias moedas antes da conquista romana, parte da "periferia" cultural, como os definiu Barry Cunliffe, à volta de um "grupo central" de britanos mais para o sul. Estas moedas eram muito simples e não traziam inscrições e, por isso, não se sabe quem as emitiu. Ainda assim, os durotriges eram uma sociedade amadurecida, baseada na agricultura (diversas herdades foram escavadas em Cranborne Chase), rodeadas e controladas por poderosas fortalezas nas montanhas que ainda eram guarnecidas em 43 d.C. O Castelo Maiden é um dos mais bem preservados exemplos deste tipo de fortificação.[carece de fontes?]
O território dos durotriges foi demarcado em parte por achados de moedas: poucas moedas durotriganas foram encontradas na região do "centro", onde elas aparentemente não eram aceitas e acabavam sendo recunhadas. Mais para o norte e leste estavam os belgae, além do rio Avon e seu afluente, o rio Wylye: "a antiga divisão está hoje refletida na divisão dos condados entre Wiltshire e Somerset". O principal posto comercial dos durotriges ao longo do Canal da Mancha na primeira metade do século I a.C., época que a roda de olaria chegou à região e que já definhava nos anos imediatamente anteriores ao advento dos romanos, era Hengistbury Head. Evidências numismáticas revelam uma progressiva desvalorização da moeda, o que sugere um encolhimento econômico acompanhado por um crescente isolamento cultural. A análise do corpo de cerâmicas durotriganas já descoberto sugere, segundo Cunliffe, que a produção foi gradualmente se concentrando em Poole Harbour. Seus mortos eram enterrados, com uma última refeição oferecida mesmo em situações difíceis, como é o caso dos oito sepultamentos descobertos no Castelo Maiden, realizados logo depois dos ataques romanos.[carece de fontes?]
Os durotriges resistiram à invasão romana e o historiador Suetônio relata alguns combates entre a tribo e a II Augusta, comandada na época por Vespasiano. Em 70, a tribo já estava romanizada e incluída na província romana da Britânia. No território dos durotriges, os romanos exploraram algumas pedreiras e apoiaram a indústria cerâmica local.[carece de fontes?]